# Rudolf Vrba
Rudolf Vrba, pseudonimo di Walter Rosenberg (Topoľčany, 11 settembre 1924 – Vancouver, 27 marzo 2006), è stato uno scrittore, docente e medico slovacco naturalizzato britannico e canadese.
È noto per essere fuggito dal campo di concentramento di Auschwitz durante la seconda guerra mondiale, nell'aprile del 1944, al culmine della Shoah, e per aver fornito informazioni dettagliate sull'olocausto grazie al rapporto redatto da lui stesso e da Alfréd Wetzler, suo compagno nella fuga.

## Biografia
Vrba nacque come Walter Rosenberg a Topoľčany, da Elias e Helena Rosemberg, il padre era titolare di una segheria nei pressi di Jaklovce, vicino a Margecany. A causa delle origini ebraiche nel 1939 non fu ammesso al liceo locale (già da allora, infatti, erano entrate in vigore le leggi razziali di Norimberga), decise quindi di andare a lavorare nella segheria del padre. Nel 1942 molti ebrei emigrarono in Polonia per motivi di lavoro. Vrba, allora diciottenne, decise di arruolarsi nell'esercito cecoslovacco in Inghilterra. Raggiunto il confine ungherese, venne respinto dalle guardie e restituito alle autorità slovacche, che a sua volta lo mandarono al campo di smistamento di Nováky, un campo di detenzione per gli ebrei in attesa di espulsione. Riuscì a fuggire per breve tempo, ma fu catturato e in seguito deportato al campo di sterminio di Auschwitz, da cui riuscirà a scappare in maniera rocambolesca e a testimoniare al mondo le atrocità da lui vissute. Il nome Rudolf Vrba gli verrà assegnato dal Consiglio ebraico slovacco nell'aprile del 1944, poco dopo la sua fuga.

## Opere
- I protocolli di Auschwitz. Aprile 1944: Il primo documento della Shoah Rudolf Vrba, I protocolli di Auschwitz, collana Biblioteca Universale Rizzoli, traduzione di Stefania De Franco, Rizzoli, 2008, ISBN 978-88-17-02106-7.